# Алкоголі. Вірші 1898 — 1913
Алкоголі. Вірші 1898–1913 (фр. Alcools. Poèmes 1898-1913) — поетична збірка Гійома Аполлінера, яка заявила про нього як про поета-новатора закоханого в життя, що обпалює єство людини.

## Походження назви
Назва книги «Алкоголі. Вірші 1898–1913» розшифровується у вірші, що відкриває збірку, —«Зона» :
|  | І ти п'єш алкоголь цей палкий як життя Життя що ти п'єш як п'янюче пиття («Зона»). |

## Загальна характеристика
Автор у захопленні від життя, від його руху й розмаїття. Він палко любить це життя в його різноманітних проявах, приймає його в усій суперечливості та складності. Тому тема життя і його сприйняття поетом є центральною темою цієї збірки.
Митець показує життя всебічно. Він уважно придивляється до вируючих паризьких вулиць, центральних площ і передмість. У поле його зору потрапляють і робітники, і художники, і жінки, й емігранти — всі, хто мешкає у рідному йому Парижі. Однак у центрі уваги автора не тільки Париж, а й увесь світ, який він прагне осягнути силою поетичного чуття. Сам автор виступає то в ролі мандрівника, то перехожого, то закоханого поета, а то навіть трибуна епохи, голосу свого покоління.
Життя в зображенні Гійома Аполлінера постає не тільки у різних просторах, а й у різних часових вимірах. До збірки увійшли вірші на теми сучасності й історії, поета цікавить не тільки теперішнє, а й минуле, крізь призму якого він зазирає у майбутнє, прагнучи осмислити поступальний рух людства.
Поезії, вміщені у збірці Алкоголі. Вірші 1898–1913, різні за тематикою і тональністю. Так, у вірші «Зона» поет малює узагальнений образ сучасності, він прагне знайти своє місце в ній, осмислити те, що бачить довкола і що відчуває у собі. У вірші «Кортеж» відтворюється рух людських поколінь, рух самого часу, що стає предметом роздумів митця. «Я і час» — така основна тема цього твору.

Ішов кортеж а де ж моє у ньому тіло

О скільки їх пройшло і всі оті не-я

По дрібці скинулись мені на повне я

Мене як вежу ту потроху будували

І завдяки всім тим тілам речам вікам

Нарешті я постав з'явивсь нарешті сам.

(«Кортеж») 

У цій поезії, як і в інших віршах збірки, утверджуються творчі можливості особистості. Автор цікавить себе не тільки як людина, але і як поет, творча особистість. Він вважає, що основне призначення людини — творити. Творити самого себе й увесь світ, «являючи стрункий живий яскравий лад творіння й твориво процес і результат». Знайти своє місце у світі, на його думку, можна лише у процесі його творення.
Аполлінер помічає не тільки світлі, а й трагічні сторони життя. У збірці поєднуються протилежні начала: радість буття і сум смерті, кохання й розлука, мрія і розчарування. 
|  | «Мінливе це життя мов зрадливий нурт Евріпу». («Мандрівник»). |

 З болем констатує він у вірші «Молочна Путь сяйлива сестро…»
|  | «Рід людський іде в підскок танцює задки до безодні» . |

І все ж таки автор любить це життя, попри «жалі-плачі моїх років» «Орфея клич» , бо він — Орфей, а його поезія — «Орфея клич»  — покликана перетворювати життя силою мистецтва. У збірці органічно поєдналися об'єктивний і суб'єктивний плани. Від зображення життя Парижа автор переходить до розкриття інтимних переживань. Вона містить чимало віршів, де йдеться про кохання, тугу за нездійсненним ідеалом, пошуки гармонії стосунків («Пісня нелюбого», «Міст Мірабо» , «Марія» та ін..). Світ людських почуттів розглядається митцем як невід'ємна частина всесвітнього життя. Для нього «я» не менш важливе, ніж всесвіт, і в глибинах свого «я», як і в реальності, він знаходить безліч вимірів і просторів..

## Мова збірки
Інтонація віршів, їх емоційна забарвленість і стиль постійно змінюються. У них звучить і захоплення життям, і радість відкриття світу, і трагічні інтонації, і елегійні, гумористичні, навіть викривальні настрої. Аполлінер надає французькому віршу різної тональності, щоб відобразити усе розмаїття буття, що вабить поета. Задушевною ніжністю пройняті строфи «Рейнських поезій», патетика революції бринить у «Вандем'єрі», яскравий український гумор відбито у «Відповіді запорожців турецькому султанові» Джерело.